# هنري تايلور
هنري تايلور (Henry Taylor) هو لاعب أولمبي لرياضة السباحة من بريطانيا العظمى. شارك في الأولمبياد الصيفي في 1908–1920، وفاز بما مجموعه 5 ميداليات.

## الميداليات
| ذهب | فضة | برونز | المجموع |
| 3   | 0   | 2     | 5       |

## روابط خارجية
- هنري تايلور على موقع قاعة مشاهير السباحة العالمية (الإنجليزية)
- هنري تايلور على موقع اللجنة الأولمبية الدولية (الإنجليزية)
- هنري تايلور على موقع أوليمبيديا (الإنجليزية)
- هنري تايلور على موقع اللجنة الأولمبية البريطانية (الإنجليزية)